# Coscinia canigulensis
Coscinia canigulensis là một loài bướm đêm thuộc phân họ Arctiinae, họ Erebidae.